# Partidul Național Fascist
Partidul Național Fascist (în italiană Partito Nazionale Fascista; PNF) a fost un partid din Italia, înființat de Benito Mussolini ca expresie politică a fascismului (reprezentat anterior de alte grupări, denumite Fasci). Partidul a guvernat Italia între 1922 și 1943 sub un regim totalitar.
El este singurul partid a cărei reînființare este interzisă explicit prin Constituția Italiei.

## Istoric
Înființat la Roma la 9 noiembrie 1921, partidul  a marcat transformarea grupării paramilitare Fasci Italiani di Combattimento într-un grup politic mai coerent (Fasci di Combattimento fusese înființat de Mussolini în Piazza San Sepolcro din Milano, la 23 martie 1919).
PNF a avut un rol esențial în a dirija și a populariza susținerea ideologiei lui Mussolini. În primii ani, grupări ale PNF denumite cămășile negre și-au construit o bază de putere prin atacurile violente împotriva socialiștilor și împotriva instituțiilor lor din zona rurală a văii Padului obținând astfel susținerea proprietarilor de pământuri.
PNF a fost principalul agent al tentativei de lovitură de stat din 28 octombrie 1922, Marșul asupra Romei. Deși lovitura de stat nu a reușit să obțină direct puterea pentru PNF, ea a avut ca rezultat un acord între Mussolini și regele Victor Emmanuel al III-lea prin care Mussolini a devenit șeful guvernului italian.
După modificarea drastică a legii electorale (Legea Acerbo), PNF a câștigat controversatele alegeri din aprilie 1924. La începutul lui 1925, Mussolini a renunțat la orice pretenție de democrație și a instaurat o dictatură totală. Din acel moment, PNF a rămas singurul partid legal din țară. Acest statut a fost oficializat printr-o lege adoptată în 1928 și Italia a rămas stat cu partid unic până la căderea regimului fascist în 1943.
După preluarea exclusivă a puterii, regimul fascist a început să impună ideologia și simbolistica fascistă în toată țara. Aderarea la PNF devenise necesară pentru a putea obține o slujbă sau asistență socială. Fasciile au început să orneze clădirile publice, mottourile și simbolurile fasciste apăreau pe operele de artă, și în jurul lui Mussolini s-a dezvoltat un cult al personalității, el fiind prezentat drept mântuitorul națiunii și denumit Il Duce. Atribuțiile parlamentului italian au fost încredințate Marelui Consiliu al Fascismului, organism din care făceau parte doar membri PNF. PNF promova imperialismul italian în Africa, segregarea rasială și supremația coloniștilor albi italieni în colonii.
Marele Consiliu Fascist, în urma unei cereri înaintate de Dino Grandi, l-a răsturnat pe Mussolini de la putere la 25 iulie 1943 cerând regelui să-și reia autoritatea deplină prin demiterea lui Mussolini din funcția de prim ministru, ceea ce regele a și făcut, iar Mussolini a fost arestat. Partidul s-a destrămat și a fost interzis oficial de guvernul lui Pietro Badoglio la 27 iulie.
După ce operațiunea nazistă Eiche l-a eliberat pe Mussolini în septembrie, PNF a fost reînființat sub numele de Partidul Republican Fascist (Partito Fascista Repubblicano - PFR; 13 septembrie), ca unic partid din Republica Socială Italiană, un stat-marionetă nazist din nordul țării. Secretarul partidului era Alessandro Pavolini. PRF nu a mai supraviețuit după capturarea și execuția lui Mussolini și după dispariția statului de la Salò în aprilie 1945.
1. ↑  Dylan Riley (2010-03), The Civic Foundations of Fascism in Europe: Italy, Spain, and Romania, 1870–1945 (în engleză), JHU Press, p. 42 Verificați datele pentru: |date= (ajutor)
2. ↑  Walter Laqueur (1978), Fascism: A Reader's Guide : Analyses, Interpretations, Bibliography (în engleză), University of California Press, p. 341